# Badminton nos Jogos Pan-Americanos de 1999
As competições de badminton nos Jogos Pan-Americanos de 1999 foram realizadas em Winnipeg, Canadá, de 23 de julho a 8 de agosto de 1999. Houve um total de cinco eventos. Ao final do torneio, o país-sede (Canadá), ganhou medalhas de ouro nas duplas masculina, femininas e mistas. Os Estados unidos conseguiram ouros no individual masculino e feminino.

## Medalhistas
| Evento                        | Ouro                                           | Prata                                       | Bronze                                                     |
| ----------------------------- | ---------------------------------------------- | ------------------------------------------- | ---------------------------------------------------------- |
| Individual masculino detalhes | Kevin Han USA Estados Unidos                   | Stuart Arthur CAN Canadá                    | Mario Carulla PER Peru                                     |
| Individual masculino detalhes | Kevin Han USA Estados Unidos                   | Stuart Arthur CAN Canadá                    | Pedro Alejandro Yang GUA Guatemala                         |
| Individual feminino detalhes  | Yeping Tang USA Estados Unidos                 | Charmaine Reid CAN Canadá                   | Denyse Julien CAN Canadá                                   |
| Individual feminino detalhes  | Yeping Tang USA Estados Unidos                 | Charmaine Reid CAN Canadá                   | Kara Solmundson CAN Canadá                                 |
| Duplas masculinas detalhes    | Brent Olynyk & Iain Sydie CAN Canadá           | Howard Bach & Mark Manha USA Estados Unidos | Mike Beres & Bryan Moody CAN Canadá                        |
| Duplas masculinas detalhes    | Brent Olynyk & Iain Sydie CAN Canadá           | Howard Bach & Mark Manha USA Estados Unidos | Bernardo Monreal & Luis Lopezllera MEX México              |
| Duplas femininas detalhes     | Robbyn Hermitage & Milaine Cloutier CAN Canadá | Charmaine Reid & Denyse Julien CAN Canadá   | Adrienn Kocsis & Doriana Rivera PER Peru                   |
| Duplas femininas detalhes     | Robbyn Hermitage & Milaine Cloutier CAN Canadá | Charmaine Reid & Denyse Julien CAN Canadá   | Stefanie Westerman & Katherne Zimmerman USA Estados Unidos |
| Duplas mistas detalhes        | Denyse Julien & Iain Sydie CAN Canadá          | Robbyn Hermitage & Brent Olynyk CAN Canadá  | Adrienn Kocsis & Mario Carulla PER Peru                    |
| Duplas mistas detalhes        | Denyse Julien & Iain Sydie CAN Canadá          | Robbyn Hermitage & Brent Olynyk CAN Canadá  | Yeping Tang & Christopher Hales USA Estados Unidos         |

## Quadro de medalhas
| Posição | Nação              |   |   |    | Total |
| ------- | ------------------ | - | - | -- | ----- |
| 1       | CAN Canadá         | 3 | 4 | 3  | 10    |
| 2       | USA Estados Unidos | 2 | 1 | 2  | 5     |
| 3       | PER Peru           | 0 | 0 | 3  | 3     |
| 4       | GUA Guatemala      | 0 | 0 | 1  | 1     |
| 4       | MEX México         | 0 | 0 | 1  | 1     |
| Total   | Total              | 5 | 5 | 10 | 20    |